# Kaviar
Kaviar je delikatesa izdelana iz soljenih in začinjenih ribjih iker. 

## Zgodovina
Ime izvira iz perzijske besede خاگ‌آور (Khag-avar), ki dobesedno pomeni izdelovalec iker. To besedo so v Perziji uporabljali tudi za jesetre, iz katerih pridobivajo najbolj cenjene vrste kaviarja. 
Kaviar je našel pot v svetovno kuhinjo že v 19. stoletju, ko so ga iz Rusije v Francijo prinesli kuharji. 

## Najbolj znani kaviarji
Najbolj cenjeni in posledično dragi so kaviarji iz Kaspijskega jezera. Največ ga pridobijo v Rusiji in Iranu, najbolj cenjen pa je kaviar pridobljen iz jesetrov, vrst Beluga, Oseter in Sevruga. Ti kaviarji so črne ali temno modre barve, lahko pa tudi sive. Kaviar zlate barve, pridobljen iz vrste jesetra imenovane Sterlet pa je bil v preteklosti najbolj cenjen, vendar je ta riba danes že na robu izumrtja, zato je pridobivanje tega kaviarja ustavljeno. Izumrtje ribje vrste ni slučajno, saj ribe usmrtijo, da pridejo do kaviarja, kar je tudi razlog, da so tudi nekatere druge vrste jesetrov že na seznamu ogroženih živalskih vrst.
Kasneje so začeli pridobivati kaviar tudi iz drugih vrst rib, tako morskih kot sladkovodnih, vendar so ti kavairji, ki so različnih barv (zelene, rdeče, pa tudi modre, sive ali črne barve), manj kvalitetni in tudi precej cenejši. Poleg tega je na tržišču čedalje bolj prisoten tudi kaviar gojenih jesetrov, ki je cenovno dostopnejši.

## Uporaba
Kaviar je še vedno delikatesa, in se uporablja predvsem za predjedi, obložene kruhke in kot dodatek k specialitetam raznih kuhinj.